# 赤阪音七
赤阪 音七（あかさか おとしち、1881年～1953年8月17日）は船舶用エンジンの開発者。
兵庫県淡路島洲本町（現洲本市）出身。享年72.

## 業績
舶用動力機関の始動原理の発見。
漁船の動力化に努める。また、船舶用ディーゼル機関の改良、普及にも努める。

## 略歴
- 1881年 6月 - 兵庫県淡路島洲本町上物部 沢道蔵の四男に生まれる。
- 1897年 4月 - 同町、鉄砲鍛冶 石川重忠氏の徒弟として入職。
- 1900年 5月 - 大阪鉄工所へ入職。
  - 同年 11月 - 神戸市山陽鉄道鷹取工場へ入職（ここではじめて焼玉発動機の修理に従事）。
- 1904年 6月 - 舞鶴海運工廠造兵部へ入職。
- 1907年 7月 - 今井ゑい と結婚。
  - 同年 11月 - 池貝鉄工へ入職、発動機部勤務。
- 1908年 6月 - 静岡県下田町柿崎の神社丸に池貝鉄工所製作舶用 12馬力スタンダード石油発動機（注水式焼玉発動機）第一号機を据付ける。
- 1909年 8月 - 池貝鉄工所より発動機据付指導のため静岡県焼津町へ選抜派遣される。
- 1910年 5月 - 運営指導に当たっていた焼津生産組合の機関修繕工場の招聘後援により、同町城之腰に個人経営の赤阪鐵工所を創設する。
- 1925年 7月 - 無注水式焼玉発動機の製作に成功す。
- 1926年 8月 - 焼津町焼津に新工場を建設し、大型無注水式焼玉発動機の製作に乗り出す（最大180馬力）。
- 1932年11月 - 4サイクル ディーゼル単気筒 20馬力陸用機関を製作。
- 1933年 8月 - 焼津生産組合所属 昭和漁業株式会社 春日丸に、170馬力ディーゼル機関を据付け良好な成績を収める。
- 1934年 8月 - 赤阪式ディーゼル機関（225馬力）を据付けた海洋少年団練習船 義勇和爾丸の南洋周航の旅に社員らを便乗させ、ディーゼル機関の詳細なデーターを取る。
  - 同年 12月 - 赤阪鐵工所を株式会社に組織を変更し社長に就任する。
- 1935年 1月 - 北鉄譲渡の物資支払い（バーター契約）の船舶及び陸用ディーゼル機関 170台の製作を開始する（旧ソ連通商代表部と契約）。
- 1937年 2月 - 焼津町議会議員に当選する（以後、焼津港築港に尽力する）。
  - 同年 10月 - 旧ソ連納入舶用ディーゼル機関の技術指導のため、社員をウラジオストックに派遣する。
- 1938年 3月 - フル操業の末、旧ソ連向けディーゼル機関 170台を、納期内に完納。
  - 同年 9月 - 資本金を170万円に増資する。
- 1939年 3月 - フィリピン国マニラ市展示会へ 2気筒 50馬力舶用ディーゼル発動機を出品する。以来、アジア、南洋諸国に輸出量激増する。その需要に応えるために第二工場を増設する。
  - 同年 11月 - 直接逆転式 550馬力ディーゼル機関を完成する。
- 1941年 2月 - 焼津町議会議員に再選される。
  - 同年 4月 - 焼津町第4区長に就任する。
- 1943年11月 - 静岡県舶用内燃機関統制組合長に就任する（ディーゼル機関の普及に努める）。
- 1944年 3月 - 焼津女子高等学校理事に就任する。
  - 同年 資本金を 370万円に増資する。
  - 同年 海軍営理工場 及び 軍需工場の指定を受け、艦艇用 300馬力、中速 400馬力、F型 550馬力、発電機用 160馬力 及び 120馬力のディーゼル機関の製作をする。
- 1945年 8月 - 終戦と共に、一時工場を閉鎖する。
  - 同年 11月 - 従来の民需機関製造に切替え、工場を再開する。
- 1947年12月 - FS6型 330馬力 4サイクルディーゼル機関を完成。
- 1949年 2月 - 資本金を500万円に増資する（特経会社解除）。
- 1950年 7月 - TS6型 430馬力 4サイクルディーゼル機関を完成。
- 1951年 1月 - RE7G型 600馬力 4サイクルディーゼル機関を完成。
  - 同年 2月 - 資本金を1000万円に増額する。
  - 同年 10月 - TZ型 550馬力 4サイクルディーゼル機関を完成。
  - 同年 12月 - 資本金を1500万円に増額する（無償交付）。
- 1952年12月 - YM式 650馬力 4サイクルディーゼル機関を完成。
- 1953年 5月 - 日本弓道連盟より弓道五段を認許せらる。
  - 同年 8月 - 17日、自宅にて死去。享年72.
  - 同年 10月 - UZ6型 850馬力 4サイクルディーゼル機関を完成。

【参考資料】 『赤阪翁追悼録』（発行・編纂:株式会社 赤阪鐵工所）

## 人柄
「決して、船主や乗組員に迷惑をかけるような機械をつくってはならない。」
それが彼の口癖だったという。
豪快な人柄と確かな技術で、焼津の漁師の心をつかんだ。